# Motoori Norinaga
Motoori Norinaga (japonsko 本居宣長) rojen 21. junija 1730, umrl 5. novembra 1801 (Macuzaka, Japonska), je bil poznavalec japonskih klasikov, filozof in pesnik v času Šogunata Tokugava. Običajno je uvrščen med štiri velike može Kokugaku (nativističnih) študij.
Identificiral je bistvo japonske kulture in ljudi s posebnim občutkom in ga konceptualiziral kot mono no aware (žalost, ki izhaja iz minljivosti stvari). To emocionalno čustvo je ugotovil kot osnovo posebne estetske občutljivosti japonske kulture. Za Norinago bistvo človeške narave ni bila razumska sposobnost, temveč čustvena občutljivost v srcu, ki je bila vir poezije. To prvotno področje lahko najdemo šele, ko dosežemo predkonceptualno, predjezikovno raven.
Od 13. do 16. stoletja so na japonske znanstvene raziskave starodavnih japonskih klasikov močno vplivali budistični in konfucijanski koncepti iz tujine. V obdobju Edo, ki se je začela s Šogunatom Tokugava v 17. stoletju, je več uglednih učenjakov začelo ponovno razmišljati o teh stališčih in natančno preučiti njihove metode raziskovanja. To je povzročilo gibanje Kokugaku (»nacionalno učenje«; preučevanje starodavne japonske tradicije in klasike).

## Življenje
Norinaga se je rodil v Macuzaki v provinci Ise (danes prefektura Mie). Bil je prvi sin po rojstvu, drugi sin trgovske hiše Ozu iz Macuzake. Imel je posvojenega starejšega brata. Njegov oče je umrl, ko je bil star 11 let, in mati ga je spodbudila, da je šel študirat medicino v Kjoto, ko je imel 22 let. V Kjotu je študiral tudi kitajsko in japonsko filologijo (znanstveno študijo literature in jezika) pod vodstvom neokonfucijanista Hori Keizana, ki mu je predstavil knjigo Keičuja o poeziji Manjošu. Ta knjiga in zapisi Ogiuja Soraija so ga navdihnili, zato se je odločil, da se bo posvetil Kokugakuju. Kitajski vpliv je spremenil japonski jezik, tako da starodavnih besedil ni bilo več mogoče razumeti brez natančne jezikovne analize. V Kjotu je Norinaga razvil tudi ljubezen do tradicionalne japonske dvorne kulture.
Motoori Norinaga je vzpostavil hermenevtsko metodologijo, ki je skušala odpraviti predsodke, predsodke in ideologijeko preučuje starodavne japonske klasike. Trdil je, da učenjak, na katerega so vplivale tuje ideologije, zlasti budizem in konfucianizem, ni uspel dojeti pravega duha japonskih klasikov zaradi vnaprejšnjih interpretacijskih načrtov. Njegov brezkompromisen odnos do iskrenega iskanja pristnih pomenov in vrednot japonskega duha je navdihnil druge učenjake, da so začeli renesanso japonskih klasičnih študij. Ideje Motoorija Norinage so močno vplivale na študije šintoizma, najstarejše japonske verske tradicije.
Ko se je vrnil v Matsuzako, je Norinaga odprl zdravniško prakso za dojenčke, medtem ko je svoj prosti čas posvečal predavanjem o Zgodbi o Genjiju in preučevanju Nihon Shoki (Japonske kronike). Sprejel je ime enega od svojih samurajskih prednikov, Motoori. Pri 27 letih je kupil več knjig Kamo no Mabuchija in se podal na raziskovanje Kokugakuja.
Norinaga je leta 1763 obiskal Matsuzako in osebno srečal Mabuchija. To srečanje, znano kot "noč v Matsuzaki," je spremenilo Norinagovo smer in njegovo metodo študija. Norinaga je Mabuchija prosil, naj uredi svoje opombe k Kojikiju (Zapisi o starodavnih zadevah). Namesto tega je Mabuchi priporočil, naj najprej analizira Manyoshu (starodavno poezijo), da bi pridobil razumevanje "manyogane", starodavnega japonskega jezika. Z Mabuchijevo spodbudo je Norinaga kasneje začel temeljito preučevati Kojiki.
Medtem ko je opravljal svoje dejavnosti kot učenjak Kokugakuja, je Norinaga preživel 40 let kot zdravnik v Macuzaki in je obiskoval bolnike do deset dni pred svojo smrtjo leta 1801.

## Dela
Norinagova najpomembnejša dela vključujejo Kodžiki-den (Komentarji o Kodžikiju), ki ga je pisal v obdobju 35 let, in njegove opombe na Zgodbo o Gendžiju. Norinaga je verjel, da je uvoženi konfucianizem v nasprotju s starodavno japonsko dediščino naravne spontanosti v čutenju in duhu. Kot mlad učenjak je Norinaga sledil metodi Ogjuja Soraija, s katero je odstranil konfucijanske koncepte, da bi našel pravi pomen starodavnih japonskih klasikov. Vendar pa je kritiziral Soraija, ker je bil še vedno pod močnim vplivom kitajske misli in jezika.
Do tega časa so preučevalci starodavne književnosti kazali prednost veličastnosti in moškosti poezije Manjošu in so dela, kot je Zgodba o Gendžiju, imeli za nemožata in ženstvena. Norinaga je ponovno poudaril pomen Zgodbe o Gendžiju kot izraza mono nezavedanja, intuitivne, občutljive občutljivosti za svet. Ker sta kitajska budistična in konfucijanska tradicija vplivala na japonsko klasiko, je Norinaga začel raziskovati tako, da je preiskoval in skušal odkriti pristno oziroma izvirno človeško naravo v sebi. Namesto da bi bil videti učen, je vztrajal pri ponižnosti in veri v Boga. Ta odnos je vplival na njegovega učenca Hirato Acutaneja, ki je kasneje začel s preporodom šintoizma.
Norinaga je koncept poimenoval mono no avare. Na to je gledal kot na posebno značilnost Japoncev, razkrito v klasični japonski literaturi. Bistvo človeške narave ni našel v razumski sposobnosti (racionalnosti), temveč v čustveni občutljivosti srca. Po Norinaginem mnenju obstaja čustvena občutljivost na pred konceptualni, predjezikovni ravni in je vir človeške ustvarjalnosti. Najdemo ga tako, da odstranimo vse predpostavke, ki jih vsiljujejo koncepti in obstoječe misli. Japonska poezija je poskus izražanja zapletenih in občutljivih čustev, ki jih konceptualni diskurz ne more dojeti. Norinagovo identificiranje človeške narave s čustveno razsežnostjo kaže ostro nasprotje z glavnimi filozofskimi tradicijami Zahoda, ki so človeško naravo identificirali z racionalnostjo ali sposobnostjo razmišljanja.